# Маунт-Гаген
Маунт-Гаген (англ. Mount Hagen, ток-пісін Maun Hagen) — місто в Папуа Новій Гвінеї, у провінції Західний Гайлендс.

## Географія
Місто Маунт-Гаген розташоване в центральній частині країни, у гірському регіоні поблизу гори Вільгельм, на висоті 1677 метрів над рівнем моря. Є адміністративним центром провінції Західний Гайлендс. Чисельність населення становить 39 003 людини (на січень 2009). Місто швидко зростає. Останнім часом він — 4-те за величиною місто Папуа Нової Гвінеї, у той час як в 1980 році він був лише 7-м. У місті побудований великий аеропорт, який використовується для прийому міжнародних рейсів.

### Клімат
Місто знаходиться у зоні, котра характеризується вологим тропічним кліматом. Найтепліший місяць — січень із середньою температурою 20.8 °C (69.4 °F). Найхолодніший місяць — липень, із середньою температурою 19.4 °С (66.9 °F).
| Клімат Маунт-Гаґена     | Клімат Маунт-Гаґена | Клімат Маунт-Гаґена | Клімат Маунт-Гаґена | Клімат Маунт-Гаґена | Клімат Маунт-Гаґена | Клімат Маунт-Гаґена | Клімат Маунт-Гаґена | Клімат Маунт-Гаґена | Клімат Маунт-Гаґена | Клімат Маунт-Гаґена | Клімат Маунт-Гаґена | Клімат Маунт-Гаґена | Клімат Маунт-Гаґена |
| Показник                | Січ.                | Лют.                | Бер.                | Квіт.               | Трав.               | Черв.               | Лип.                | Серп.               | Вер.                | Жовт.               | Лист.               | Груд.               | Рік                 |
| Середня температура, °C | 20,8                | 20,7                | 20,7                | 20,5                | 20,3                | 19,6                | 19,4                | 19,6                | 20                  | 20,5                | 20,7                | 20,8                | 20,3                |
| Норма опадів, мм        | 283.2               | 299.3               | 309.1               | 248.8               | 179.9               | 121.8               | 135.4               | 162.8               | 192.7               | 218.1               | 207.6               | 279.1               | 2637.8              |
| Днів з опадами          | 24,6                | 23,7                | 24,4                | 24,2                | 24,7                | 24                  | 23,7                | 21,5                | 21,8                | 22,1                | 22,3                | 22,3                | 279,3               |
| Вологість повітря, %    | 77.9                | 78.4                | 78.8                | 79                  | 81.5                | 81.6                | 83.1                | 80.8                | 78                  | 76.3                | 75.7                | 77.2                | 79                  |
| ----------------------- | ------------------- | ------------------- | ------------------- | ------------------- | ------------------- | ------------------- | ------------------- | ------------------- | ------------------- | ------------------- | ------------------- | ------------------- | ------------------- |
| Джерело: Weatherbase    |                     |                     |                     |                     |                     |                     |                     |                     |                     |                     |                     |                     |                     |

## Історія та традиції

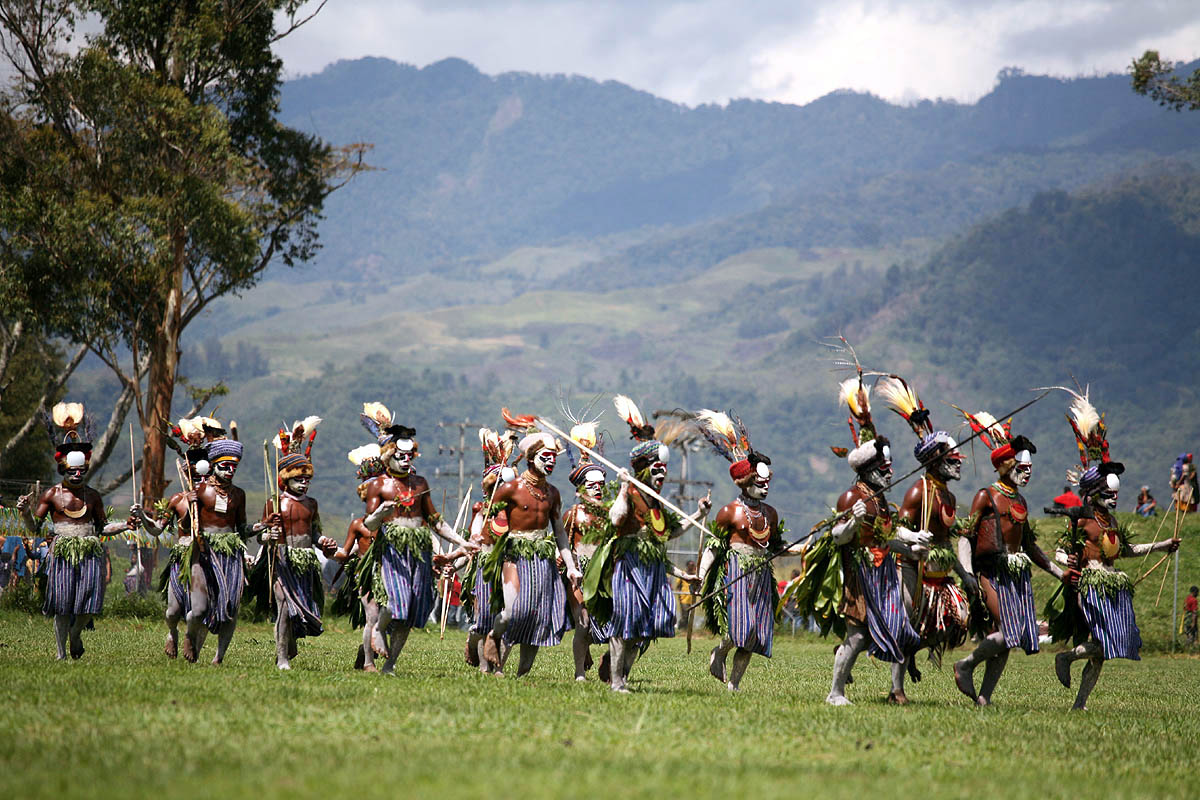
На Гірському фестивалі в Маунт-Гаґені

Маунт-Гаґен був заснований в 1934 році, коли перебуваючи в той час під опікою Австралії в Нової Гвінеї прокладалася шосейна магістраль. Названий на честь Курта фон Гаґена, німецького колоніста та чиновника часів Німецької Нової Гвінеї.
Маунт-Гаґен є чимось на зразок форпосту цивілізації в цьому регіоні країни, оскільки далі починаються території гірських племен Нової Гвінеї. Проте місто також є одним з найбільш криміногенних місць Нової Гвінеї, тому туризм тут розвинутий слабо.
Маунт-Гаґен — великий торговий центр гірського регіону, з яким може конкурувати лише місто Горока в провінції Східний Гайлендс. Обидва міста є також місцем проведення щорічного Гірничого фестивалю, на який збираються представники різних гірських народностей для взаємного знайомства, святкування та залагодження суперечок.

## Міста-партнери
- Орандж (Австралія)